# Sterling-Maschinenpistole
Die Sterling-Maschinenpistole ist eine britische Infanteriewaffe. Sie war bei der British Army und ist nach wie vor in den Armeen vieler Staaten des Commonwealth im Einsatz.

## Geschichte und Technik
Die Entwicklung der Maschinenpistole begann bereits während des Zweiten Weltkrieges. Ihr Konstrukteur war George William Patchett. Ihren Namen erhielt sie jedoch nach ihrer Herstellerfirma, der Sterling Armaments Company. Erste Prototypen konnten sich nicht gegen die Sten-MPi durchsetzen. Erst 1953 wurde die Sterling dann als L2A1 in die Ausrüstung der Streitkräfte übernommen.
Wie bei der Sten ist der Magazinschacht typisch britisch an der linken Seite angebracht. Dies soll einerseits die Magazinfedern etwas entlasten, aber vor allem Vorteile bieten beim Feuern im Liegen oder aus der Deckung. Anfangs wurden gerade Stangenmagazine verwendet, die kompatibel zu jenen der Sten waren. Aus Gründen der zuverlässigen Munitionszufuhr wurden später leicht gekrümmte Kurvenmagazine genutzt. Aus demselben Grund ersetzte man darin den Zubringer durch zwei beweglich gelagerte Rollen, die sich gegen die Innenseiten des Magazins abstützen, was weit weniger Reibung erzeugt als die damals üblichen Zubringer aus Blechprägeteilen. Das Gehäuse wurde für den Spannhebel durchbrochen, so dass auch die Schließfeder offen liegt. Um den Masseverschluss herum wurden deshalb scharfkantige Rillen gearbeitet, die eindringenden Staub aufnehmen können und Funktionsstörungen durch Verschmutzung weitestgehend verhindern.
Für die Sterling wurde eigens eine leistungsgesteigerte Pistolenpatrone auf Basis der 9-mm-Parabellum hergestellt. Sie ist jedoch nur für Maschinenpistolen zugelassen, da sie Faustfeuerwaffen übermäßig beanspruchen würde.

## Einsatz
Die Sterling-MP erwies sich als überaus zuverlässig und robust. Sie wurde vier Jahrzehnte lang von der British Army verwendet und erst in den 90er Jahren durch das Sturmgewehr SA80 abgelöst. Einige Spezialversionen gehören jedoch noch heute zum Reservebestand. Insgesamt wurden mehr als 400.000 Exemplare gebaut, unter anderem auch in Lizenz in Indien und Kanada. Großbritannien exportierte die Waffe in mehr als 70 Länder, wobei sie vor allem in Asien nach wie vor im Gebrauch ist.

## Varianten
| Land                   | Modell                                | Gewicht (kg)           | Länge (mm)             | Lauflänge (mm)         |
| Vereinigtes Königreich | Vereinigtes Königreich                | Vereinigtes Königreich | Vereinigtes Königreich | Vereinigtes Königreich |
| ---------------------- | ------------------------------------- | ---------------------- | ---------------------- | ---------------------- |
| L2A1 / Mk.2            |                                       |                        |                        |                        |
| L2A2 / Mk.3            |                                       |                        |                        |                        |
| L2A3 / Mk.4            | am häufigsten gebaute Standardversion | 2,7                    | 690                    | 198                    |
| L34A1 / Mk.5           | schallgedämpfte Version               | 3,8                    | 660                    | 198                    |
| Mk.6                   | Polizei-Modell                        |                        |                        |                        |
| Mk.7 A3                | Fallschirmjäger-Modell, ultrakurz     | 2,2                    | 355                    | 89                     |
| Mk.7 A8                | Fallschirmjägermodell, Kurzversion    | 2,3                    | 470                    | 198                    |
| Kanada                 |                                       |                        |                        |                        |
| C1 Submachine gun      | Lizenzmodell L2A1                     |                        |                        |                        |
| Indien                 |                                       |                        |                        |                        |
| SAF Carbine 1A         | Lizenzmodell L2A1                     |                        |                        |                        |
| SAF Carbine 2A1        | Schalldämpfermodell                   |                        |                        |                        |